# Yun Bong-gil

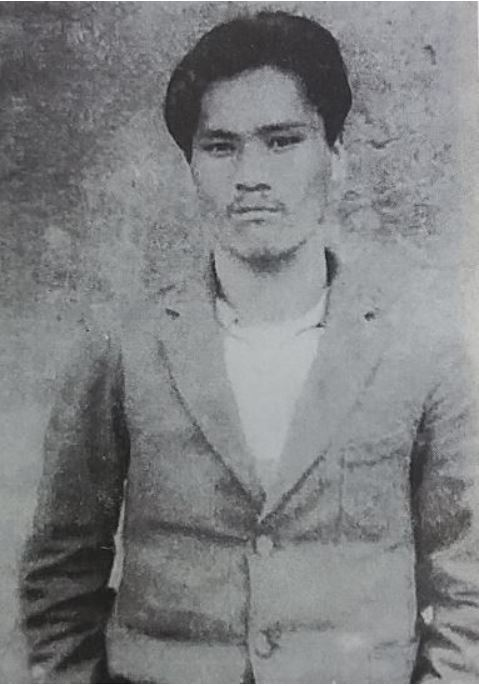
Yun Bong-gil

Yun Bong-gil (koreanisch 윤봉길; * 21. Juni 1908 in Yesan; † 19. Dezember 1932 in Kanazawa) war ein koreanischer Freiheitskämpfer. Er verübte am 29. April 1932 in Shanghai ein Bombenattentat, dem mehrere führende Repräsentanten der japanischen Besatzungsmacht zum Opfer fielen.

## Leben
Yun Bong-gil wurde 1908 im Kreis Yesan in Korea geboren. Seine Heimat war seit 1905 ein Protektorat des Japanischen Kaiserreichs und von 1910 bis 1945 eine japanische Kolonie.
Nachdem er erfolgreich ein gut besuchtes ländliches Kulturfestival organisiert hatte, erregte er die Aufmerksamkeit der Tokubetsu Kōtō Keisatsu, der japanischen Geheimpolizei, die mit der Untersuchung von Personen und politischen Gruppen beauftragt war, die das Kaiserreich bedrohen könnten.
Trotz der Überwachung setzte Yun seine Aktivitäten fort und wurde zum Vorsitzenden einer Bauernvereinigung ernannt. Um die Gesundheit der Bauern zu verbessern, gründete er ländliche Sportvereine, weil er glaubte, dass ländliche Entwicklung und der Geist der nationalen Unabhängigkeit durch einen gesunden Geist und Körper gefördert werden könnten. In den 1930er Jahren trat Yun in die koreanische Unabhängigkeitsbewegung ein und zog zunächst in die Mandschurei und später nach Shanghai, wo sich die Provisorische Regierung der Republik Korea befand.
Er war mit Bae Yong-sun (1907–1988) verheiratet. Seine Söhne Yun Jong (1927–1984) und Yun Dam (1930–1938) überlebten ihn. Ein weiterer Sohn Yun Kyung (1928–1929) und die einzige Tochter Ansoon Yun (1929–1929) starben bereits im Säuglingsalter.

### Bombenattentat im Hongkou Park in Shanghai
Am 29. April 1932 feierte die Kaiserlich Japanische Armee im Hongkou Park der chinesischen Stadt Shanghai Kaiser Hirohitos Geburtstag und die Besetzung Shanghais durch die Japaner. Yun Bong-gil betrat als Japaner verkleidet den Park und warf eine als Wasserflasche getarnte Bombe auf das Podest, wo sich die führenden Repräsentanten der Japaner befanden. Die Bombe tötete den Präsidenten der Vereinigung der in Shanghai ansässigen Japaner Kawabata Sadaji. Der Kommandeur der japanischen Shanghai-Expeditionsarmee Shirakawa Yoshinori erlag vier Wochen später seinen tödlichen Verletzungen. Schwer verletzt wurden der Kommandeur der 9. Division, der Oberbefehlshaber der japanischen Marinestreitkräfte in Shanghai, zwei japanische Admiräle, der japanische Generalkonsul in Shanghai sowie der japanische Botschafter und spätere Außenminister Shigemitsu Mamoru.
Anschließend wollte Yun sich mit einer zweiten Bombe, die als Lebensmittelschachtel getarnt war, das Leben nehmen. Da diese nicht explodierte, wurde er am Tatort festgenommen.

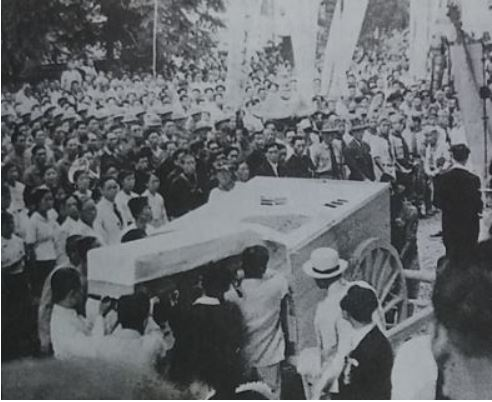
Die nationale Beerdigung von Yun Bong-gil

Nach seiner Verurteilung am 25. Mai 1932 durch ein japanisches Militärgericht in Shanghai wurde er zunächst nach Osaka verlegt und später nach Kanazawa in das Hauptquartier der 9. Division der japanischen Armee. Dort wurde das Todesurteil am 19. Dezember 1932 von einem Erschießungskommando vollstreckt.

## Nachwirkung

### Umbettung nach Seoul
Nach dem Sieg über Japan im Zweiten Weltkrieg wurde die Halbinsel Korea von den Siegermächten entlang des 38. Breitengrads in zwei Besatzungszonen aufgeteilt. Der Norden wurde von der Sowjetunion besetzt, der Süden kam unter Kontrolle der USA. Am 6. März 1946 wurden Yuns sterbliche Überreste in Kanazawa exhumiert und nach Seoul in Korea gebracht. Yun wurde dort am 30. Juni 1946 im Rahmen eines Staatsbegräbnisses auf dem Nationalfriedhof beigesetzt. Sein Grab findet sich dort bei den „Gräbern der drei Märtyrer“ zwischen denen zweier weiterer Nationalhelden.

### Gedenken

#### Republik Korea
1947 wurde der südkoreanische Film Doktor Yun Bong-gil (koreanisch: 윤봉길 의사) gedreht. 1952 verlieh ihm die südkoreanische Regierung posthum die Nationale Gründungsmedaille, die an Personen verliehen wird, die einen bedeutenden Beitrag zur Gründung der Republik Korea geleistet haben. 1987 wurde in Seoul die Yun-Bong-gil-Gedächtnishalle mit einer Statue errichtet. 2008 brachte die Post der Republik Korea eine Sonderbriefmarke zu Yuns 100. Geburtstag heraus. 2015 wurde ein südkoreanisches U-Boot der Klasse 214 mit seinem Namen in Dienst genommen.

#### Volksrepublik China
Im Lu Xun Park in Shanghai, dem früheren Hongkou-Park und damaligen Schauplatz des Bombenanschlags, befindet sich eine Yun-Bong-gil-Gedenkstätte. Sie wurde 2003, unterstützt von der chinesischen und koreanischen Regierung, errichtet.

#### Japan
In Kanazawa wurde an der Stelle, an der Yun Bong-gil nach seiner Hinrichtung begraben und später exhumiert wurde, ein Denkmal errichtet.

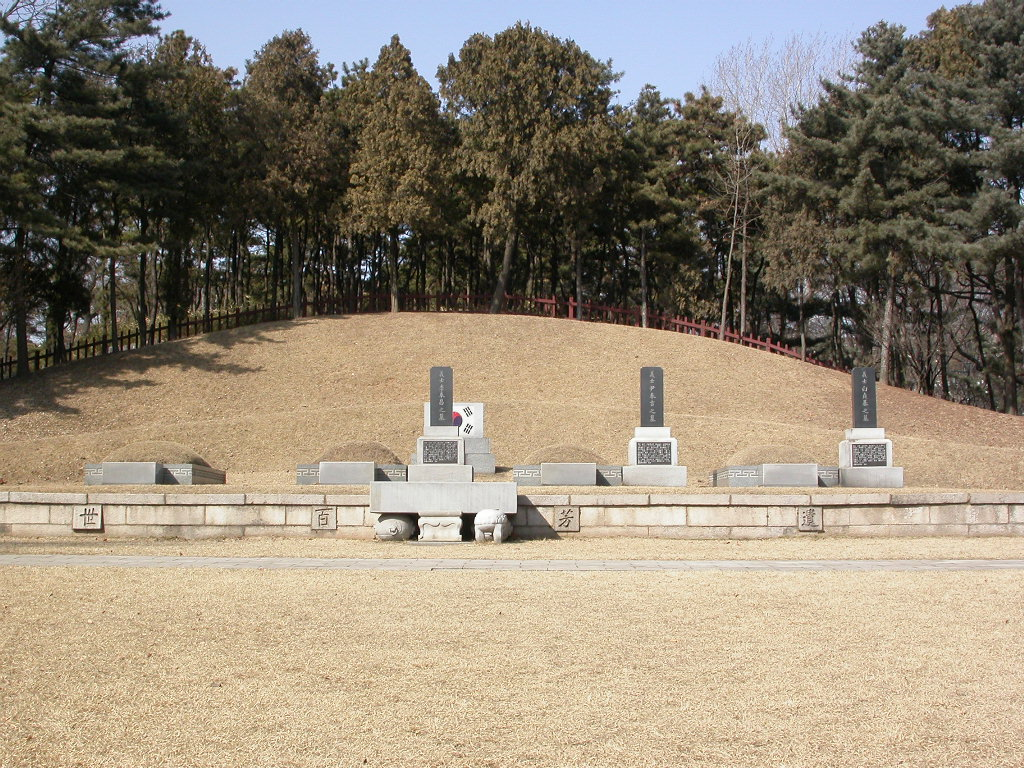
„Gräber der drei Märtyrer“ Lee Bong-chang, Yun Bong-gil und Baek Jeong-gi auf dem Nationalfriedhof in Seoul
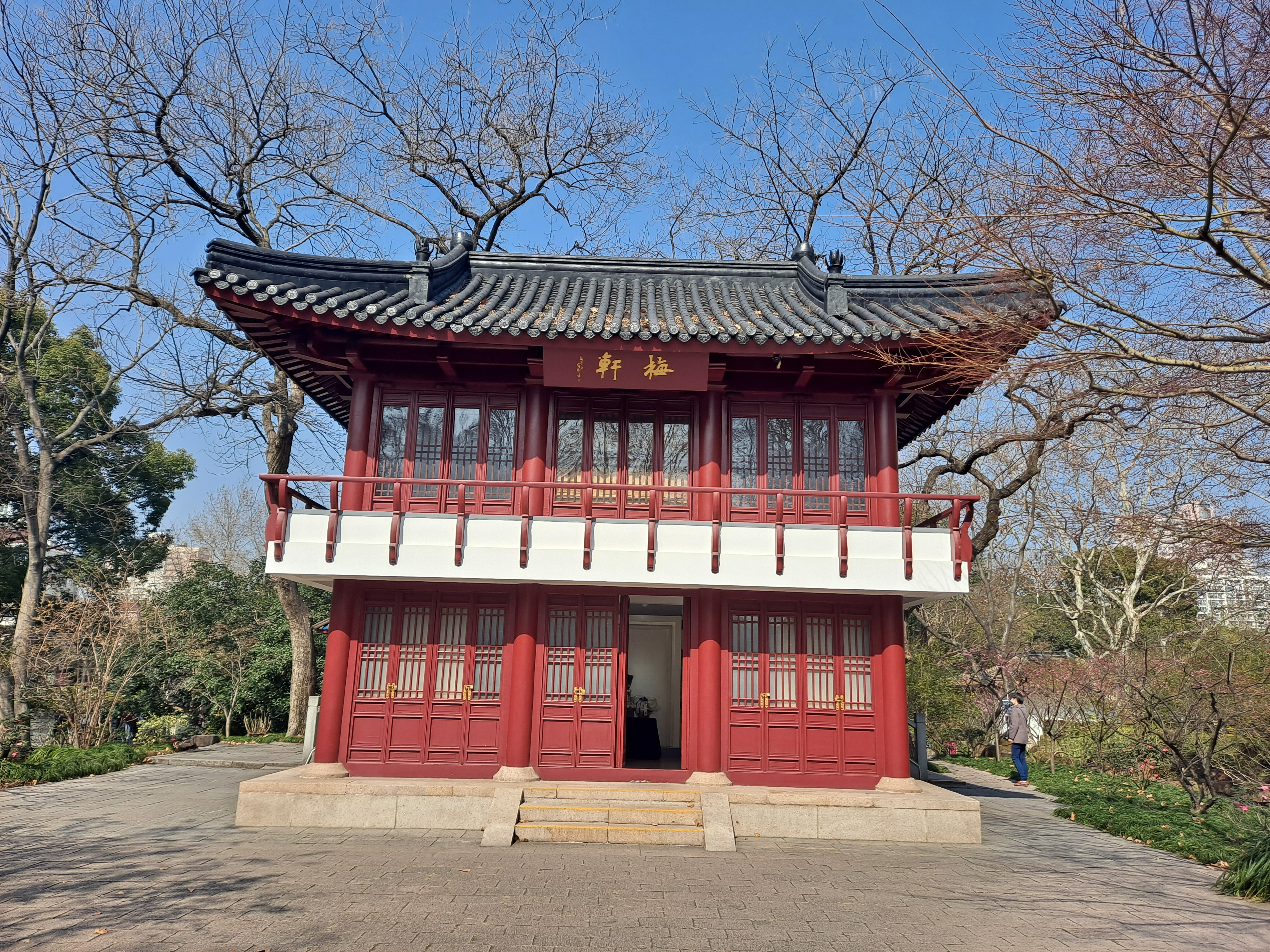
Yun-Bong-gil-Gedenkstätte in Shanghai
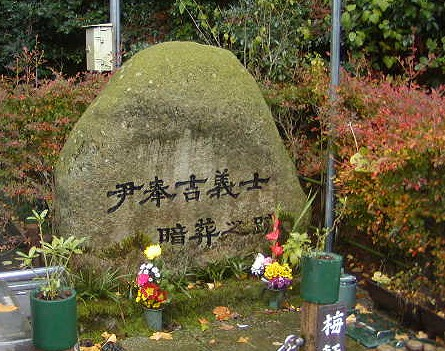
Gedenkstein von Yun Bong-gil in Kanazawa